# 2-Нафтол
2-Нафто́л (β-нафтол, 2-оксинафталин) — органическое соединение с химической формулой C10H8O, представитель класса нафтолов, вместе с 1-нафтолом является одним из двух возможных изомеров мононафтола. Применяется как антисептик, антиоксидант, промежуточный продукт в органическом синтезе.

## Физические свойства
Бесцветные кристаллы имеющие слабый запах фенола. Молярная масса — 144,16 г/моль. Температуры плавления — 122 °C, кипения — 295 °C (н. у.), 154—155 (2 мм рт. ст), вспышки — 153 °C. Относительная плотность {\displaystyle d_{4}^{20}} = 1,217. Хорошо растворим в спирте, эфире, хлороформе, бензоле. Плохо растворим в воде. Летуч с водяным паром и светочувствителен.

## Нахождение в природе
В небольших количествах содержится в каменноугольной смоле.

## Получение
2-Нафтол синтезируют одним из нескольких способов:
- сплавление нафталин-2-сульфокислоты с щёлочью при температуре 300—315 °C с выходом реакции в 70—82 %;
- окисление 1-изопропил-2-нафтиламина кислородом или воздухом при 110 °C с использованием в качестве катализатора стеарата натрия, гидроксида натрия или двуокиси марганца и следующим за этим гидролизом продукта;
- гидролиз 2-хлорнафталина водой при 270—290 °C, катализируемый оксидом меди(II) или диоксидом кремния.

## Применение
Используется в органическом синтезе, например, для получения 2-гидроксинафталинсульфокислот, 2-нафтиламина, этиловых эфиров 2-нафтола.
Также применяется как сильный антисептик, антиоксидант для скипидара и каучуков.
В аналитической химии используется для определения азотной кислоты, циклических альдегидов. Также применяется как флуоресцентный индикатор.

## Безопасность
Вызывает слабое раздражение кожи, глаз и дыхательных путей. При проникновении через кожу может вызывать заболевания почек и изменять состав крови. Предельно допустимая концентрация 2-нафтола — 0,1 мг/м3.